# فيرا لينغسفيلد

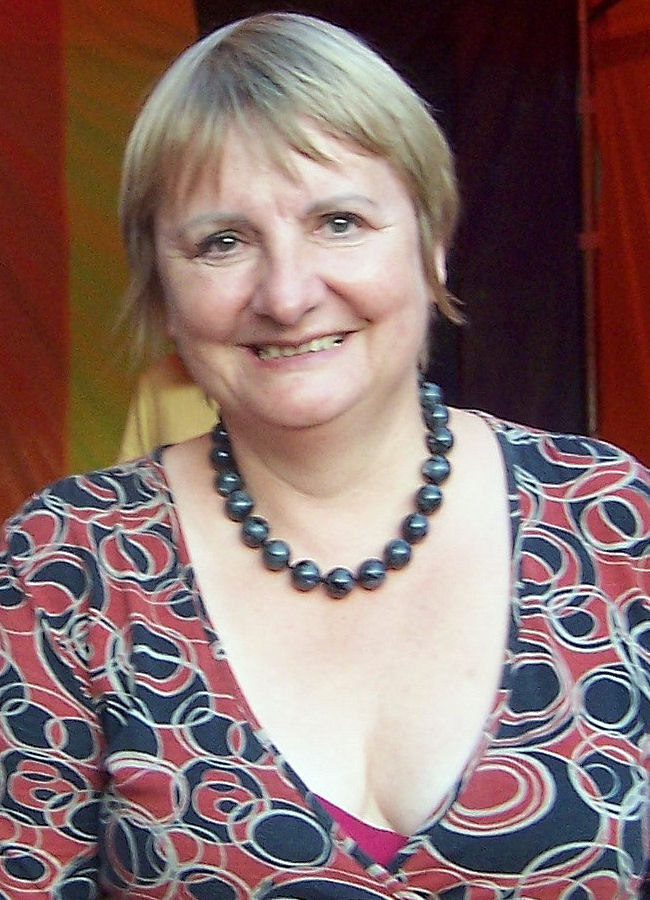
فيرا لينغسفيلد (2009)

فيرا لينغسفيلد (بالألمانية: Vera Lengsfeld)‏ ( زوندرسهاوزن ، ألمانيا الشرقية ، 4 مايو 1952) هي سياسية ألمانية. كانت ناشطة بارزة في مجال الحقوق المدنية في ألمانيا الشرقية ، وبعد إعادة توحيد ألمانيا ، مثلت أولاً التحالف 90 / الخضر ثم الاتحاد الديمقراطي المسيحي الألماني (CDU) في البوندستاغ . كان والدها ضابطا في جهاز أمن الدولة ، الشرطة السرية في ألمانيا الشرقية. 

## الأعمال المنشورة
- فيروس دير هيشلر. Innenansicht aus Stasiakten ، Espresso / Elef.Press، Berlin 1992، ISBN   3-88520-435-5
- مين فيج زور فريهيت. von nun an ging's bergauf . لانغن مولر، برلين 2002 ، (ردمك 3-7844-2857-6) .
- Neustart! كان سيش في بوليتيك أوند Gesellschaft في موس. Umdenken lohnt. Freiheit und Fairness statt Gleichheit und Gerechtigkeit . برلين 2006 ، (ردمك 3-7766-2490-6) .
- Ich wollte frei sein. يموت ماور، ويموت ستاسي، وتموت الثورة. هيربيج فيرلاغ، ميونيخ 2011 ، (ردمك 978-3-7766-2669-8)

## روابط خارجية
- فيرا لينغسفيلد على موقع IMDb (الإنجليزية)
- فيرا لينغسفيلد على موقع مونزينجر (الألمانية)
- فيرا لينغسفيلد على موقع قاعدة بيانات الفيلم (الإنجليزية)